# 悪夢の花嫁
『悪夢の花嫁』（あくむのはなよめ）は、日本テレビ系列の『火曜サスペンス劇場』内で放映された2時間ドラマ。1987年6月23日放送。

## ストーリー
高校生・盛田俊介は、習っていたピアノの家庭教師・妙子に恋焦がれていた。立ち寄った電器店のテレビで流れていたカラオケビデオの映像の中に妙子に似ている女性を見かけ、熱が高じた俊介は、妙子の音大卒業後の帰郷先である長崎に向かった。俊介は妙子を見つけたが、妙子は自殺未遂を起こしていた。俊介は、妙子への恋心を抱えながら事件に巻き込まれていく。

## キャスト
- 日野妙子: 麻生祐未 - バーのピアノ弾き。音大卒。学生時代アルバイトで、カラオケビデオに出演していた。
- 盛田俊介: 角田英介 - 高校生。天文部。16歳。かつて妙子にピアノを習っていたが、挫折。
- 平山信彦: 平田満 - 妙子の婚約者。平山物産の跡取り息子。
- 小林刑事: 森本レオ
- 鈴木忠: 牟田悌三 - 興信所経営者。安二郎の依頼で妙子を調査。
- 平山安二郎: 内藤武敏 - 信彦の父。平山物産社長。
- バーテンダー: 北村総一朗
- 婦長: 立石涼子
- 盛田剛太郎: 睦五朗 - 俊介の父。盛田工務店社長。
- 盛田初子: あき竹城 - 俊介の母。剛太郎の妻。
- 西岡強忠: 佐古雅誉 - 妙子が搬送された病院の若院長。信彦の友人。
- カラオケビデオ編集マン: 北見敏之
- 車掌: 井上三千男

## スタッフ
- 脚本：市川森一
- 演出：中山三雄
- ロケ協力：長崎市観光課、長崎電気軌道、長崎オランダ村、名鉄観光
- 音楽：川村栄二
- 殺陣：清田真妃
- 技術協力：東通
- プロデューサー：野末和夫、安東多紀
- 製作著作：テレパック・クリエイティブ・センター